# Bulgur

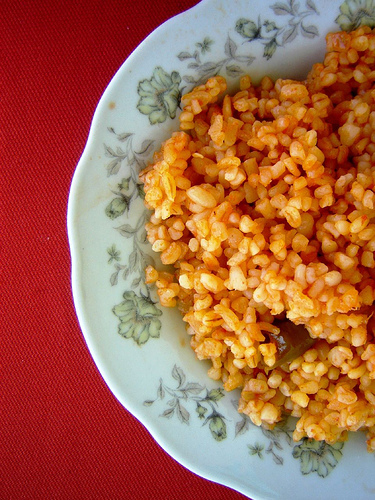

Bulgur (tur. bulgur; arab. ‏برغل‎, burghul) – rodzaj kaszy z ziaren pszenicy, najczęściej pszenicy twardej, sporządzony z gotowanych i następnie wysuszonych ziaren zboża, często używany w kuchni tureckiej i bliskowschodniej. 
Z powodzeniem może zastępować kuskus lub ryż. Przez namoczenie w mleku i pokrycie mąką uzyskuje się z niego tradycyjny turecki kuskus.
Bulgur występuje w trzech odmianach: drobnoziarnistej, średnioziarnistej i gruboziarnistej. Drobnoziarnisty bulgur wykorzystuje się zazwyczaj w sałatkach, zupach i warzywach faszerowanych, a średni i gruboziarnisty stanowi bazę dla pilawów.

## Historia
Przetwarzanie pszenicy na bulgur to starożytny proces, który wywodzi się z regionu Morza Śródziemnego i od tysięcy lat stanowi integralną część kuchni Bliskiego Wschodu. Może to być pierwsza „żywność przetworzona” człowieka. Około 2800 r. p.n.e. chiński cesarz Shen Nung ogłosił ją jedną z pięciu świętych potraw obok ryżu, prosa, jęczmienia i soi. Wzmianki biblijne wskazują, że była ona przygotowywana przez starożytnych Hetytów, Babilończyków i Hebrajczyków około 2000 lat p.n.e, a w cywilizacji izraelskiej, egipskiej, rzymskiej i arabskiej spożywano suszoną gotowaną pszenicę już ok. 1000 r. p.n.e..

## Wartość odżywcza
Indeks glikemiczny bulguru wynosi 46. Przykładowa wartość odżywcza 100 gramów suchego pszenicznego bulguru:
W składzie posiada bioaktywne antyoksydanty pozytywnie wpływające na zdrowie np.: kwas galusowy wykazujący  zdolność blokowania związków rakotwórczych oraz posiadający właściwości farmakologiczne: ściągające, antyseptyczne i przeciwpotne.